# 频率分集
频率分集（英語：frequency diversity）是一种将同一信号在不同频率的通道下发送并在接收端进行合成或选择的分集技术，使发生在信号传递时的衰落相互独立。频率分集要求频率间隔大于相关信道的带宽。频率分集因占用多个频道而降低频谱利用率。
频率分集的分集改善系数 {\displaystyle I_{fd}={\frac {80}{f\times d}}{\frac {\Delta f}{f}}10^{\frac {F}{10}}}，其中 {\displaystyle \Delta f\,\!} 为两个载频之差（GHz），{\displaystyle F\,\!} 为衰落因子。

## 例子
- 正交频分复用